# الجندب (صاروخ)

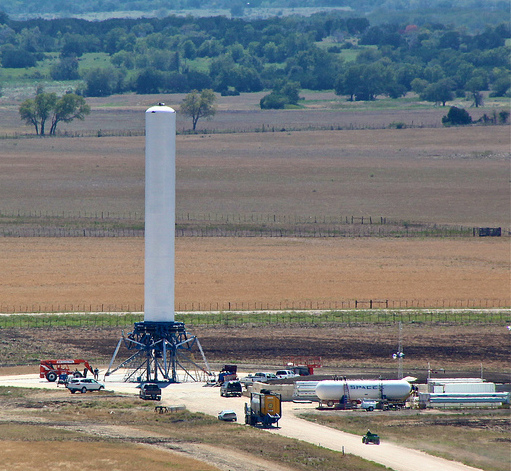
مركبة الجندب في 12 سبتمبر 2012

الجندب هو نظام إطلاق قابل لإعادة الاستخدام مصمم لارسال أقمارا صناعية في مدارات قريبة من الأرض . صور هذا الصاروخ من شركة سبيس إكس الأمريكية ( في تى في إل) لتقنية الإقلاع العمودي واللهبوط الرأسي .
أعلنت في عام 2011 عن اختبارات للصاروخ من علو منخفض وبدأت التجارب في عام 2012.
ويجري تطوير الصاروخ واختباره من قبل شركة تكنولوجيا استكشاف الفضاء (سبيس إكس) لمساعدة تطوير صاروخ فالكون 9 وهو ما يتطلب الهبوط العمودي للمرحلة الأولى لفالكون 9 و المرحلة الأولي فالكون تحميل ثقيل ، بغرض إعادة استخدامها.

## التاريخ
في فبراير 2012 أعلنت شركة (سبيس اكس) أنها تخطط عدة رحلات تجريبية ذات الإقلاع الرأسي والهبوط العمودي (VTVL) خلال عام 2012 ."
لم تكشف سبيس إكس عن تفاصيل أخرى عن خطط إطلاق الصاروخ الجندب ، ولكن الرئيس التنفيذي للشركة إيلون ماسك قال أن بعض الاختبارات ستكون على ارتفاع عال ويمكن إطلاقها من نيو مكسيكو.
وأعلنت سبيس اكس  في يونيو 2012 أنها تتوقع إجراء أول رحلة تجريبية خلال شهرين.
في 11 سبتمبر 2012 ظهرت صور حديثة للصاروخ منتصبا على منصة الاختبار , 
وتم أول اختبار في 21 سبتمبر 2012.

## الوصف

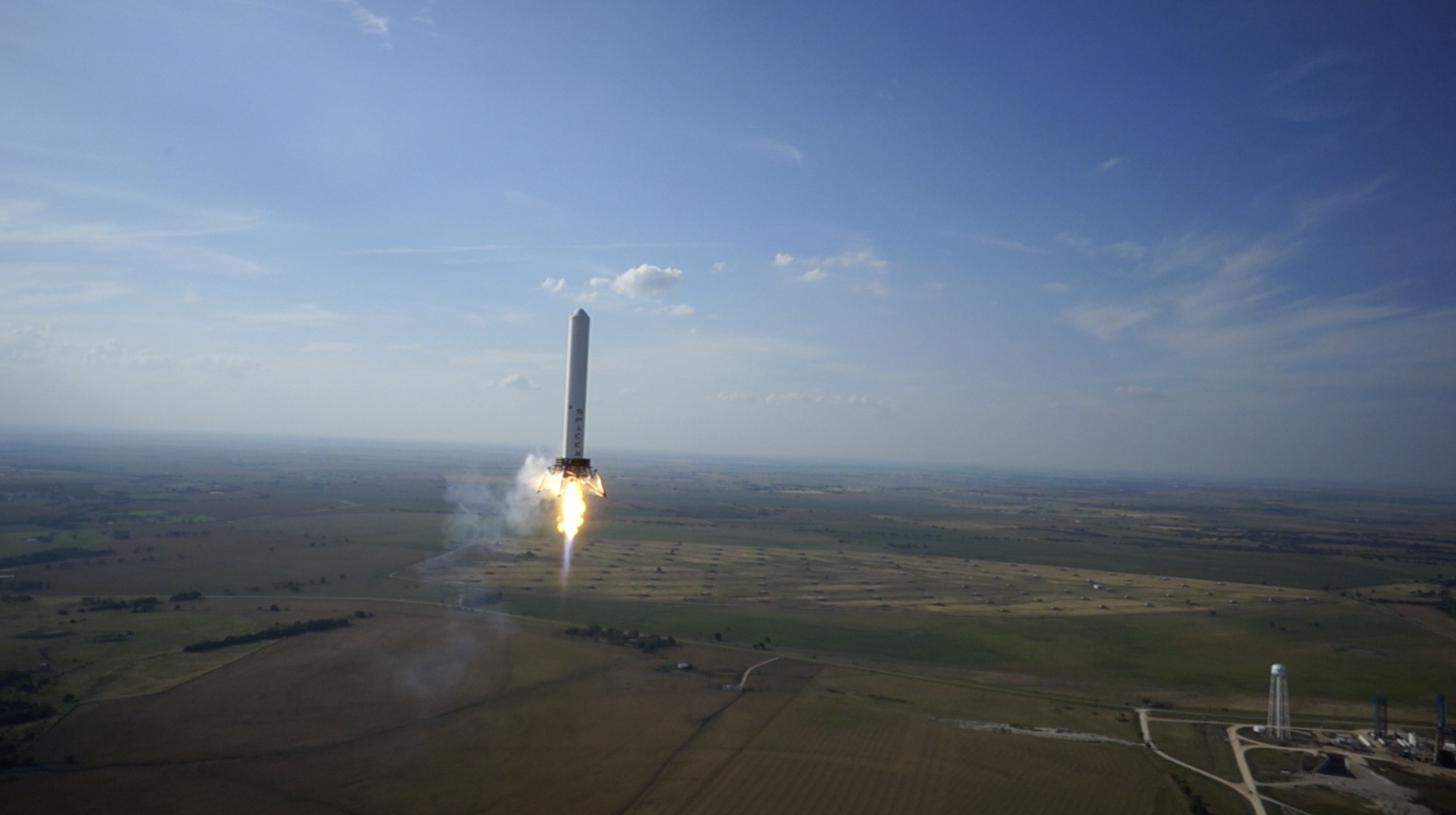
Grashopper, 325-Meter-Test, 14.6.2013

نسختين من صاروخ اختبار الجندب في قيد التطوير.
كشف عن جندب أول مرة في سبتمبر 2011 ، وصفت الصواريخ بأنها تتألف من معدات "ج 9 فالكون المرحلة الأولى، ذات محرك من نوع ميرلين-1D ، وأربعة أرجل للهبوط العمودي وهيكل الدعم، بالإضافة إلى خزانات الضغط الأخرى التي تعلق على هيكل الدعم "، وسوف يصل طوله نحو 37 متر .
بداية من أكتوبر 2012، ناقشت شركة سبيس اكس تطوير الجيل الثاني من المركبة الاختبارية الجندب VTVL ، واحدة من شأنها أن يكون الساقين المخصصين للهبوط أخف وزنا ويمكن طيهما على جانبى الصاروخ . ولها حجرة المحرك مختلفة، وستكون تقريبا 50٪ أطول من المركبة الجندب الأولى.

## الروابط الخارجية
- Video of 1st test launch, 21 Sep 2012
- Video of 2nd test launch, 1 Nov 2012
- Video of 3rd test launch, 17 Dec 2012

قالب:SpaceX
قالب:Reusable launch systems
قالب:US launch systems
Flight tests will include subsonic and supersonic testing.